# Chevrolet Step-Van
Chevrolet Step-Van і його аналог GMC Value-Van — це вантажівки, які вироблялися компанією General Motors з 1940 по 1999 рік.

## Dubl-Duti
Перше покоління багатозупинного фургона General Motors було представлено в 1940 році під назвою Dubl-Duti. Фургон був побудований на 115-дюймовому (2921 мм) шасі пікапа Chevrolet з кузовом, виготовленим Divco Twin. Фургон Dubl-Duti використовував той самий шестициліндровий двигун «Thriftmaster» об'ємом 216,5 кубічних дюймів (3,5 л), що й у пікапі та легкових автомобілях Chevrolet, але з одноствольним карбюратором Carter з висхідним потоком, а не з блоком Rochester з низхідним потоком, який використовується в інших вантажівках Chevrolet.
У 1941 році модель Dubl-Duti була перероблена відповідно до нового кузова Chevrolet AK Series. Незважаючи на те, що вантажівки «Chevrolet Advance Design» були випущені в календарному 1947 році як модель 1948 року, Dubl-Duti на базі серії AK продовжувала виробництво ще на рік після цього. Виробництво Dubl-Duti припинилося в 1955 році.